# 怡和科技
怡和科技（JOS）為怡和集團在香港成立的電腦公司，主要為從事電腦產品、系統集成（System Integration）及微軟軟件零售。此外，怡和科技也為商業機構提供技術支援及諮詢服務。

## 歷史
收購香港最大電腦系統集成商「東寶電腦」
2014年1月6日 ─ 怡和科技今日宣佈推出全新品牌「IXIX Distribution」
2019年8月24日出售旗下資訊科技解決方案業務JOS CI、Adura Hong Kong及Adura Cyber Security全部股權給香港寬頻
2020年9月1日出售旗下亞洲領先的技術經銷商IXIX Distribution全部股權給Tech Data

## 總部
怡和科技總部分別位於觀塘創紀之城一期

## 業務
怡和科技為怡和集團成員，亦是區內綜合資訊科技方案及服務供應商之一，五十多年帶領資訊科技行業發展。客戶包括亞洲區內跨國及區域企業，涵蓋金融服務、商貿、公共事業、電訊和政府等行業。
怡和科達、代理一系列優質IT 產品，包括消費IT 及電子產品和商用IT 產品，如網絡設備

## 外部連結
- 怡和科技 （页面存档备份，存于）
- 怡和科技Service On-Demand （页面存档备份，存于）

1. ↑  .   [2021-05-20]. （原始内容存档于2021-05-20）.